# Louise de Mercy-Argenteau
Marie-Clotilde-Élisabeth Louise de Riquet, comtesse de Mercy-Argenteau (geb. Caraman-Chimay; * 3. Juni 1837 in Paris; † 8. November 1890 in Sankt Petersburg) war eine belgische Pianistin, Komponistin und Musikkritikerin aus der Familie Caraman-Riquet.

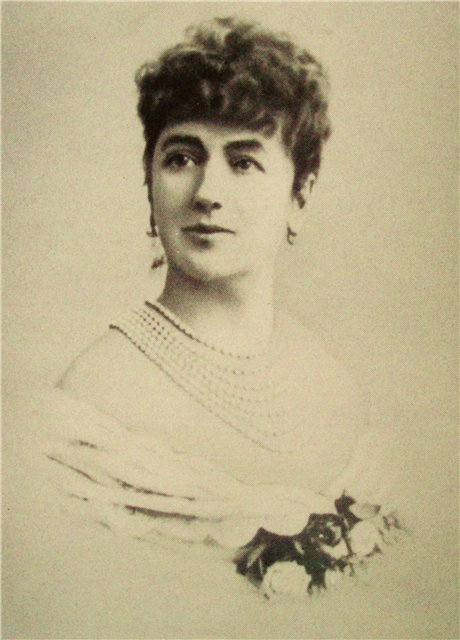
Comtesse de Mercy-Argenteau (1839–1890)

## Biografie
Die Comtesse Louise de Mercy-Argenteau wurde in Paris in die Familie des Aristokraten Alphonse Gabriel de Riquet (1810–1865), der 1834 den Titel des Fürsten von Chimay erbte, und seiner Verwandten Rosalia Riquet de Caraman (1814–1872) geboren. Die Mutter ihres Vaters war die berühmte Thérèse Talin. Sie heiratete am 11. April 1860 den Grafen Eugène de Mercy-Argenteau, den Besitzer des belgischen Gutes Argenteau.
Sie erhielt zu Hause eine gute Ausbildung. Neben Französisch beherrschte sie auch Englisch, Deutsch und Italienisch und gegen Ende ihres Lebens auch Russisch. Sie hatte eine große Begabung für Aquarelle und lernte von Kindesbeinen an das Klavierspiel. Sie war eine hervorragende Musikerin, verkehrte mit vielen Künstlern und war selbst Komponistin. Sie war befreundet mit Franz Liszt, Alexander Borodin und César Cui, die ihr ihre Kompositionen gewidmet haben.
Die Comtesse de Mercy war eine der ersten Schönheiten der Pariser High Society. Ihren Zeitgenossen zufolge zog sie die Aufmerksamkeit mit ihrer üppigen Schönheit und ihren klassischen Gesichtszügen auf sich, sie hatte den Kopf und die Statur einer Juno. Zugleich war sie exzentrisch und schreckte vor nichts zurück. Ihr Geist jedoch, der sich mit großem Wissen und großer Belesenheit entwickelt hatte, besaß seltene Qualitäten; es war ein männlicher Geist – leicht, breit, stark, logisch und gleichzeitig ein weiblicher Geist in seiner Subtilität und Flexibilität.
Der russische Botschafter Graf Ernst von Stackelberg war leidenschaftlich in sie verliebt. Ihr Liebhaber war der reichste Bankier seiner Zeit, Albert von Oppenheim. Im Jahr 1866 lernte sie Kaiser Napoleon III. kennen, mit dem sie später ein Buch mit ihren Memoiren schrieb. Unter dem Einfluss der Gräfin begann Napoleon 1868, sich liberalen Reformen zuzuwenden, was auf den erbitterten und eifersüchtigen Widerstand von Kaiserin Eugénie stieß und erst mit ihrer Abreise zu den Feierlichkeiten anlässlich der Eröffnung des Suezkanals endete. Einige Jahre später, als Napoleon III. im Deutsch-Französischen Krieg bei Sedan in Gefangenschaft geriet, besuchte sie ihn in Preußen und verhandelte mit Bismarck, um die Bedingungen des Waffenstillstands zu lockern – ohne Erfolg.

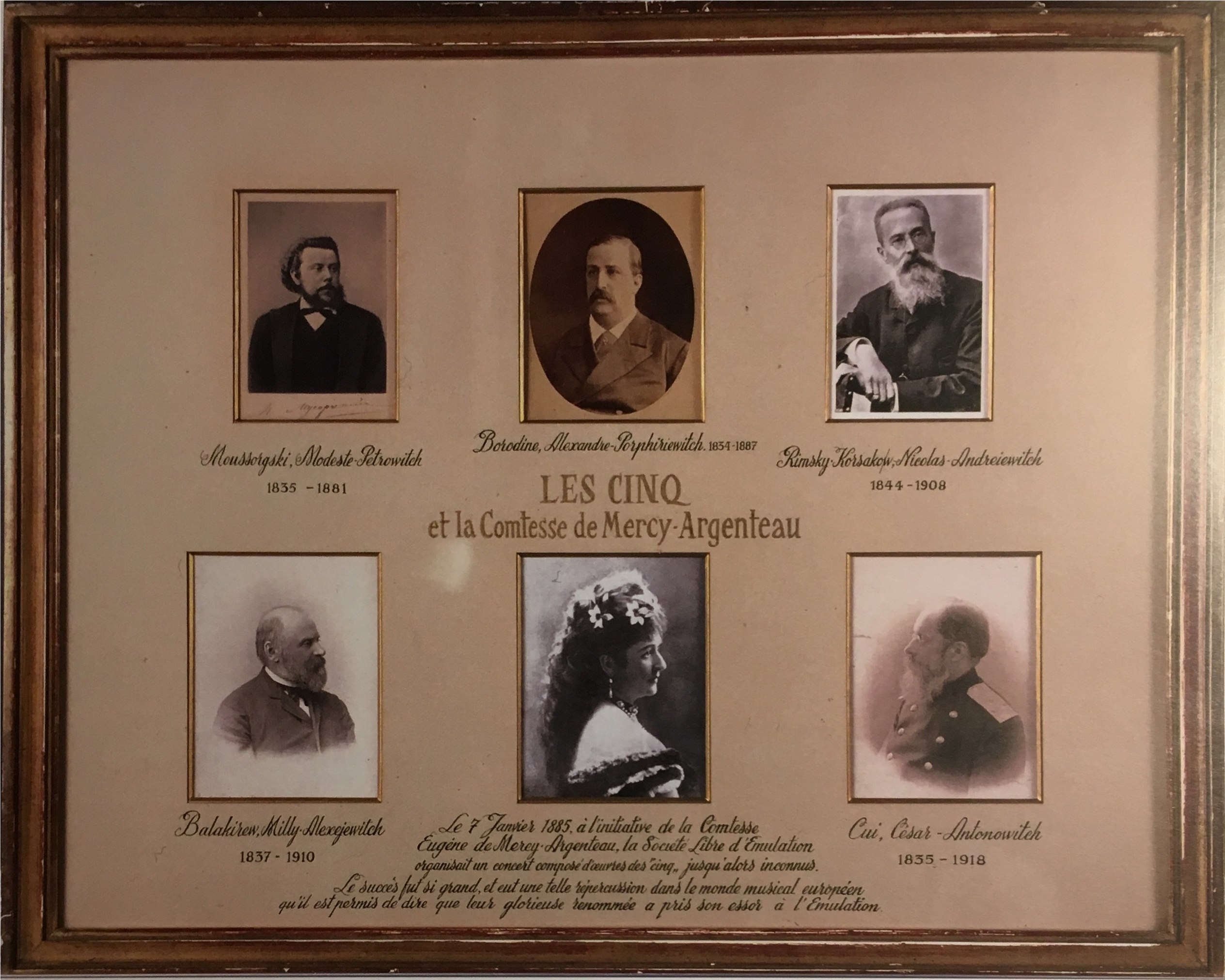
Die Gruppe der Fünf und die Comtesse de Mercy-Argenteau: Am 7. Januar 1885 veranstaltete die Société Libre d'Emulation auf Initiative der Gräfin Eugène de Mercy-Argenteau ein Konzert mit Werken der bis dahin unbekannten "Fünf". Der Erfolg war so groß und hatte eine solche Auswirkung auf die europäische Musikwelt, dass man sagen kann, dass ihr glorreicher Ruhm mit der Emulation begann. (Lüttich, Eigentum der Société Libre d'Emulation)

Nach dem Sturz Napoleons zog sich die Gräfin vollständig aus dem weltlichen und politischen Leben zurück. Sie lebte in einem ihrer Schlösser in der Nähe von Lüttich und widmete ihre gesamte Freizeit der Musik. 1882 interessierte sie sich für die russische Musik und war die erste, die die junge russische Schule in Konzerten in Brüssel, Lüttich, Amsterdam, Spa, Antwerpen und anderen Städten einem internationalen Publikum vorstellte und viel Geld für deren Organisation ausgab. Sie schrieb einen kritischen Essay über César Cui (1888) und war besonders von seiner Musik angetan. Sie veröffentlichte kritische Artikel über russische Musik im Ménestrel und Guide musicale. Viele von Borodins Briefen an sie wurden in einem von A. S. Suworin herausgegebenen Buch veröffentlicht: "A. Borodin" (1889).

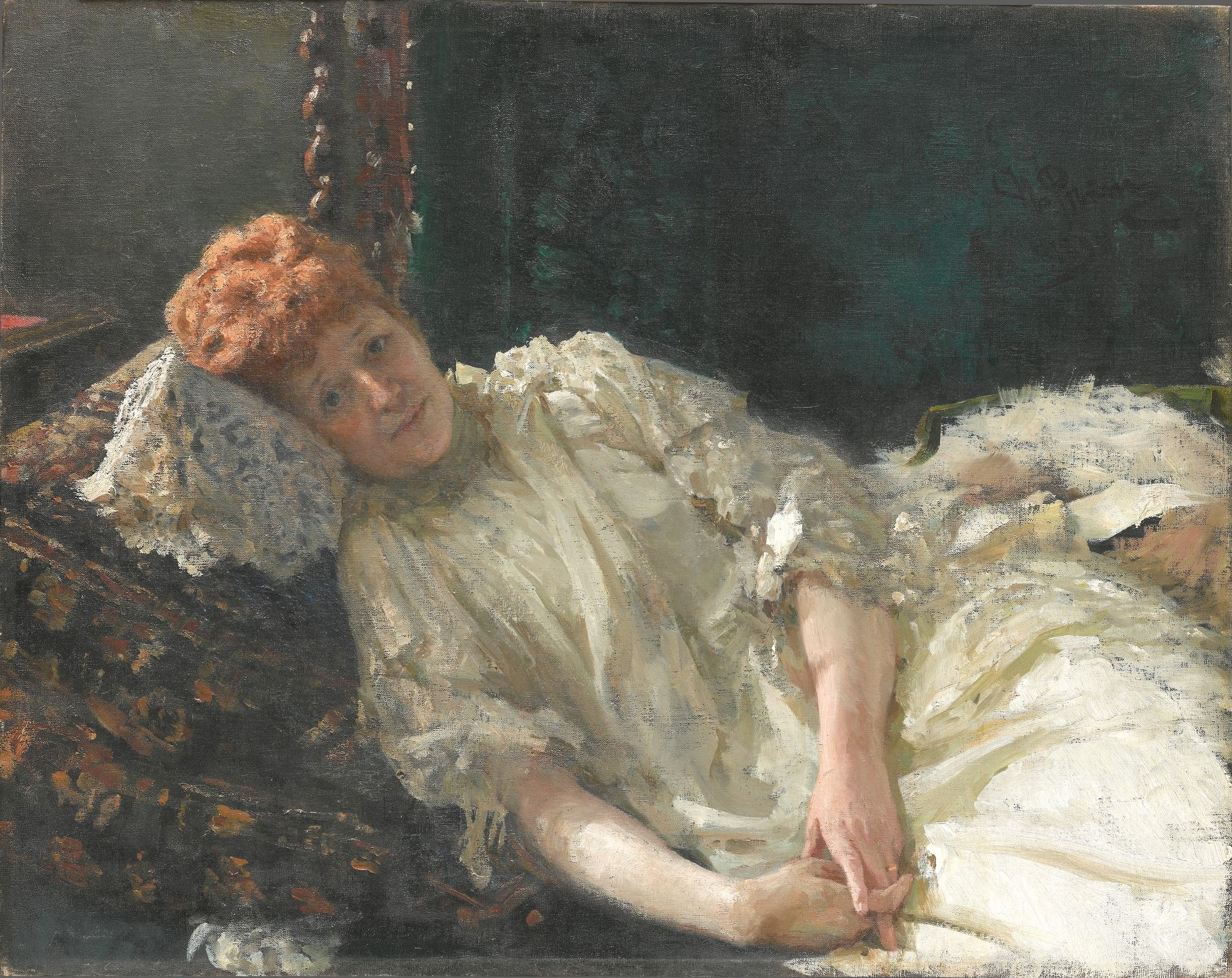
Die Comtesse de Mercy-Argenteau auf ihrem Sterbebett (Porträt von Repin, 1890)

Die Gräfin verbrachte die letzten drei Jahre ihres Lebens bei César Cui und seiner Familie. Sie starb 1890 in St. Petersburg an Krebs. Cui überführte ihren Leichnam nach Belgien und begrub ihn in ihrem Schloss in Argenteau. Ihre Tochter Rosalia (1862–1925) war die Frau des Herzogs von Avaré.
Viele namhafte Komponisten haben ihr Stücke gewidmet, darunter Alexander Borodin (1834–1887), Anton Rubinstein und Benjamin Godard (1849–1895).

## Schriften
- César Cui: esquisse critique. Paris: Fischbacher, 1888 ("a book based on her ten years of performing Cui’s works in Saint Petersburg, in France, and at her estate in Belgium")
- The Last Love of an Emperor: reminiscences of the Comtesse Louise de Mercy-Argenteau, née Princesse de Caraman-Chimay, describing her association with the Emperor Napoléon III and the social and political part she played at the close of the Second Empire. Garden City, N.Y., Doubleday, Page & Co., 1926.